# Tarpenbek-West
El Tarpenbek-West és un des dos rius-fonts del Tarpenbek a Norderstedt a Slesvig-Holstein (Alemanya). Neix als prats molls a les torberes altes dites Wilden Moor i conflueix a prop d'Ochsenzoll amb el Tarpenbek-Ost tot just a la frontera amb Hamburg. Junts formen els dos rius-fonts del Tarpenbek. El riu s'ha integrat en un nou passeig circular que reuneix els monuments naturals més interessants de la vall del Tarpenbek-West, Tarpenbek-Ost i de l'Ossenmoorgraben.
Per a l'etimologia, vegeu l'article Tarpenbek.

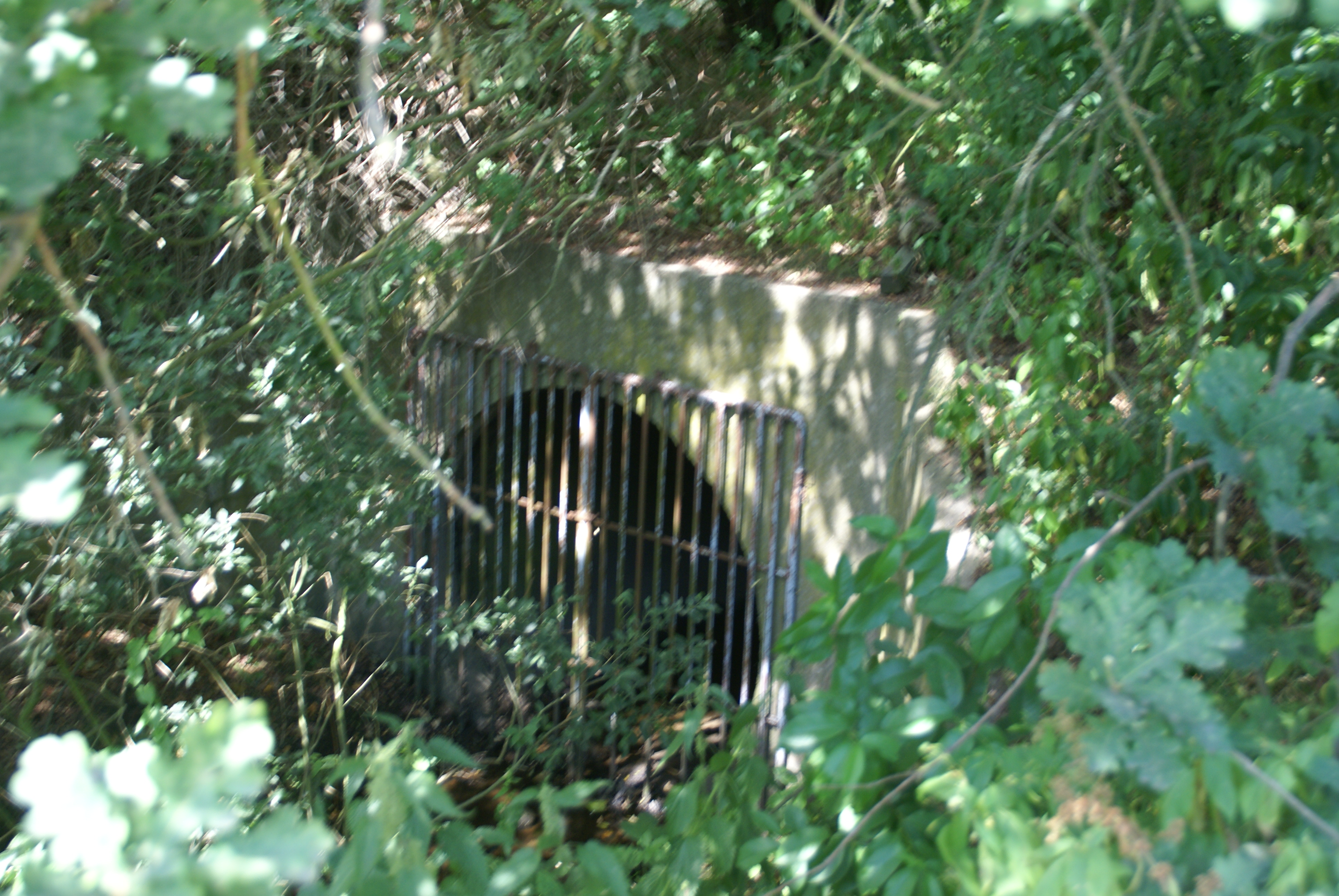
La font del Tarpenbek-West a Norderstedt-Harksheide
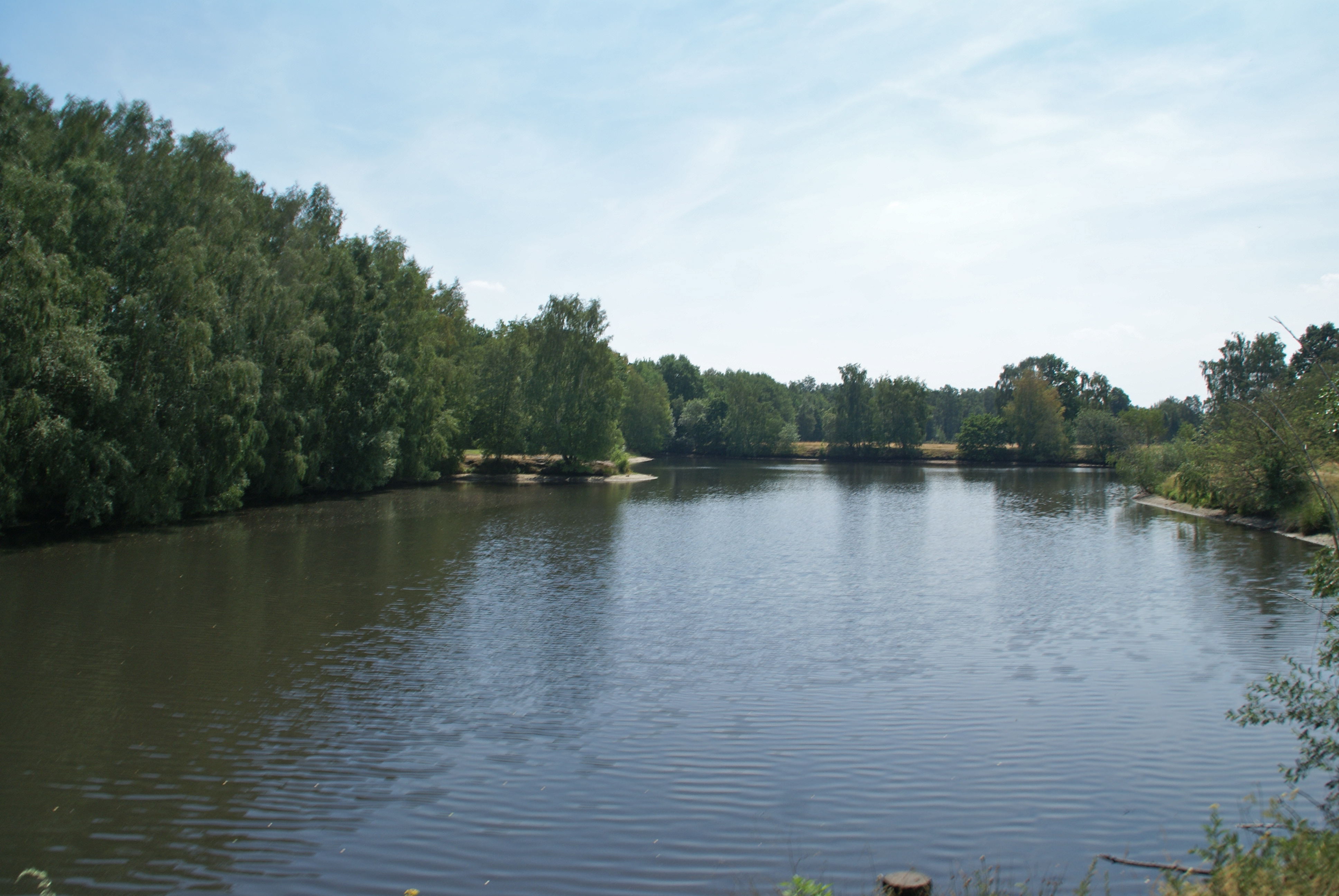
Estany al Stadtpark que alimenta el Tarpenbek-West
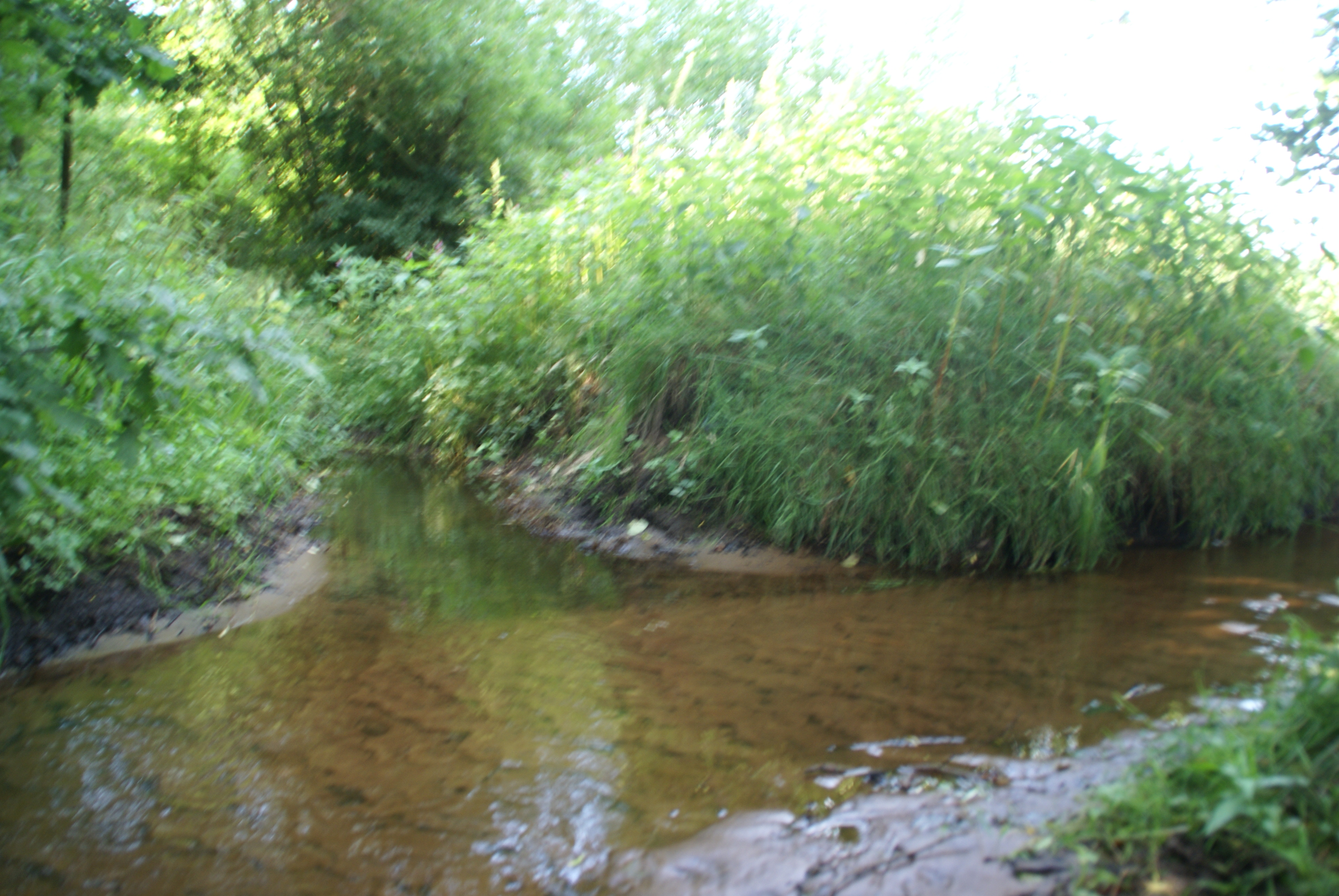
Conflent del Tarpenbek-West i del Tarpenbek-Ost